# 有熊
有熊氏又稱為黄帝氏，是上古时期的一个氏族，位于今河南省内。少典曾担任国君。
曹定云指出黃帝氏族為華胥氏後代，仰韶文化廟底溝類型屬黃帝氏族遺存。